# КВ-150
Т-150 (иногда именуется как КВ-150 или Объект 150) — советский экспериментальный тяжёлый танк семейства «КВ». Является модификацией серийного танка КВ-1. Разрабатывался в 1940—1941 годах инженерами СКБ-2 Кировского завода под руководством Ж. Я. Котина, ведущим инженером машины был назначен Л. Н. Переверзев.

## История создания
Летом 1940 года по итогам Зимней войны и сравнительных испытаний было решено закрыть работы по темам тяжёлых танков СМК и Т-100, и сконцентрироваться на развитии и модернизации танка КВ-1, запущенного в серийное производство. 17 июня 1940 года СНК СССР и ЦК ВКП(б) приняли постановление № 1288-495сс, в котором Кировскому заводу указывалось создать на базе танка КВ два танка с бронёй 90-мм (один с 76-мм пушкой Ф-32, другой с 85-мм пушкой), два танка с бронёй 100-мм (один с 76-мм пушкой Ф-32, другой с 85-мм пушкой) и одну самоходную установку с 152-мм пушкой БР-2.
Разрабатываемый танк с бронёй 90-мм на Кировском заводе обозначался как «Т-150», «КВ-150», или «Объект 150». Ведущим инженером машины был назначен Л. Н. Переверзев. Корпуса предполагалось изготовить на Ижорском заводе, первый планировалось передать на Кировский в конце октября, а второй — в ноябре. В установленный срок 5 ноября первый танк был сдан. С 15 января по 14 февраля 1941 года проходил полигонные испытания, всего пройдя 199 км.
В марте 1941 года руководство Красной Армии получило от разведки информацию о том, что в Германии разработаны танки с мощным бронированием, уже поступающие на вооружение Вермахта. Было решено принять ответные меры.
15 марта 1941 года СНК СССР и ЦК ВКП(б) приказал Кировскому заводу начать выпуск танка Т-150 с серийным названием КВ-3 и несколько изменёнными характеристиками (76-мм пушка Ф-34, двигатель В-5 мощностью 700 л. с.). Тем не менее, уже 7 апреля 1941 года СНК СССР и ЦК ВКП(б) приняло постановление № 827-345сс. В нём определялись новые параметры для танка КВ-3, под которые был создан новый проект объект 223, отличавшийся от КВ-1 длиной корпуса, башней и рядом других агрегатов.
Однако на фронте предпочли использовать накладные 25-мм бронеплиты, усиливавшие броню до 105 мм; часть танков укомплектовывались 95-мм литой башней; эти модификации выглядели в сумме предпочтительнее наладки выпуска нового танка. Во многом это стало причиной того, что в серию он так и не пошёл. Ещё одной послужил перегрев двигателя, что осложняло эксплуатацию танка при положительных температурах. Также важно добавить, что запуск в производство новых двигателей был бы слишком трудоёмким процессом в условиях военного времени.
Планировавшийся танк, вооружённый 85-мм пушкой Ф-30 и аналогичный Т-150 по бронированию, получил название Объект 221, но так и не был реализован в металле.
В июне 1941 года на Челябинском тракторном заводе также было предложено начать выпуск танка КВ-1 с броней 90 мм и серийным названием КВ-6. Данный танк имел заводское обозначение КВ-222, или объект 222, и представлял собой некую вариацию на тему Т-150. Как и Т-150, машина должна была оснащаться двигателем В-2, форсированный до 700 л.с. и 76-мм танковую пушку образца 1940 года (Ф-34). Башня же была несколько изменена и имела другую командирскую башенку с круговым обзором. В качестве дополнительного оборудования на левой полке мог крепиться 15-литровый огнемёт.

## Технические характеристики
КВ-150 отличался от базовой модели (КВ-1) усиленным бронированием, командирской башенкой с тремя устройствами наблюдения (перископический прицел ПТ-9, телескопический — ТОД-9, командирская панорама ПТ-К), изменёнными кронштейнами ходовой части, двигателем В-5 (форсированный В-2), мощностью 700 л.с. Следствием этого стало возрастание массы танка до 50 тонн.

## Боевая эксплуатация
Единственный КВ-150 убыл на фронт в 123-танковую бригаду 11 октября 1941. Согласно архивным данным ЦАМО РФ 18 мая 1943 года был исключён из списка 31-го отдельного Гвардейского танкового полка как безвозвратные боевые потери. Однако, в июле 1943 года танк был закреплён за экипажем в составе этого же полка.